# Drosophila waddingtoni
Drosophila waddingtoni är en tvåvingeart som beskrevs av Basden 1976. Drosophila waddingtoni ingår i släktet Drosophila och familjen daggflugor.
Artens utbredningsområde är Hawaii.